# Втори атински морски съюз
Втори атински морски съюз (378 – 338 г. пр.н.е.) е военно-политически съюз на древногръцки държави от 4 век пр.н.е. Състои се от около 70 полиса.
Организацията му е подобна на Първият атински морски съюз. Общосъюзният съвет, синедрионът, е свикван в Атина. След Съюзническата война през 355 пр.н.е. съюзът се разпада.

## Образуване на съюза
През 4 век пр.н.е., Спарта удържа победа над Атина в Пелопонеската война и завоюва хегемония в Балканска Гърция и басейна на Егейско море. Спартанците обаче предизвикват всеобщо възмущение с тираничното си управление, което води до Коринтската война. Тя завършва с Анталкидовия мир, който установява политическата раздробеност на Гърция и усилва позициите на Персия.
Възползвайки се от мира, както и от това, че Персия, в противовес на все още силната Спарта, поддържа враговете ѝ, Атина започва да укрепява позициите си. На атинците са върнати островите Лемнос, Имброс и Скирос, както и град Византион. В края на 80-те години на 4 век пр.н.е., Атина установява контакти с остров Хиос. през 378 г. пр.н.е. тези политически отношения са оформени като нова политическа организация – Втория атински морски съюз.

## Съюзен договор
Структурата на съюза съществено се отличава от политическата организация на първия. Атина се задължава да не се меси не във вътрешните дела на съюзниците си, да зачита политическият им строй. Полисът няма право да изпраща в тях длъжностни лица и гарнизони и да образува свои колонии на територията на съюзниците си. Тези точки от договора изключват диктата на Атина над съюзниците им.
Върховен орган на сйюза е синедриона, който е изборен (един полис има право на един глас) и заседава в Атина. Друг висш орган на властта е атинското народно събрание.
В периода на разцвет на съюза, той включва полиси като Хиос, Византион, Родос, Кос, Митилена, Метимна, градовете на Евбея и тракийското крайбрежие.